# Provincia de Barcelona
Barcelona es una provincia española situada en el nordeste del país, en la comunidad autónoma de Cataluña. Limita con la provincia de Tarragona por el sudoeste, la de Lérida por el noroeste; Gerona por el nordeste y con el mar Mediterráneo por el sudeste. La provincia de Barcelona cuenta con una población de 5 877 672 habitantes, siendo la segunda más poblada del país, solo superada por la provincia de Madrid. Su capital es Barcelona, donde vive casi el 29 % de la población de la provincia. Tiene una extensión de 7726 km².

## Geografía
La provincia, que tiene una extensión de 7726,36 km², está situada en el centro de la comunidad autónoma de Cataluña. Limita con las provincias, también catalanas, de Tarragona, Lérida y Gerona, además de con el mar Mediterráneo.
| Noroeste: Provincia de Lérida    | Norte: Provincia de Gerona | Nordeste: Provincia de Gerona |
| Oeste: Provincia de Lérida       |                            | Este: Mar Mediterráneo        |
| Suroeste: Provincia de Tarragona | Sur: Mar Mediterráneo      | Sureste: Mar Mediterráneo     |

### Hidrografía
El río principal es el Llobregat, que nace en el municipio barcelonés de Castellar de n'Hug, en la sierra del Cadí a una altitud de 1259 m sobre el nivel del mar. Cuenta con una longitud de 175 km y desemboca en el mar Mediterráneo, recibiendo durante su recorrido la aportación de numerosos afluentes como el Cardener y el Noya, ambos por la margen derecha. Otros ríos importantes son el Tordera, que transcurre desde el pequeño municipio de Montseny hasta el Mediterráneo; el Besós, con afluentes como el Ripoll; el Foix y el Sec.

### Espacios naturales
Con 33 000 árboles por kilómetro cuadrado, Barcelona es la segunda provincia española con mayor densidad de superficie forestal, lo que llama la atención teniendo en cuenta su elevada densidad demográfica. La primera provincia es Gerona, colindante con la de Barcelona.
Los espacios naturales protegidos de la provincia son: El Montnegre-Corredor, El Montseny, Ancosa-Montagut, Carbasí, Cingles del Bertí, Els Tres Hereus, Riera Nord, Roques Blanques, Serra de Castelltallat, Serra del Picancell y Serra Miralles-Queralt.

## Organización administrativa

### Municipios

División en municipios de la provincia

La unidad administrativa básica en la que se divide la provincia son los municipios. Existen 311 en la actualidad. El municipio con más habitantes es Barcelona, la capital provincial. La extensión promedio del municipio en la provincia es de 24,85 km². Aparte de la capital provincial, entre los municipios con más población destacan, con más de 200 000 habitantes, Hospitalet de Llobregat, Tarrasa, Badalona y Sabadell. De acuerdo al padrón municipal del INE, los veinte municipios más poblados de la provincia en 2023 fueron:
La provincia de Barcelona es la 29.ª estatal en que existe un mayor porcentaje de habitantes concentrados en su capital (28,98 %, frente a 31,98 % de media).

### Comarcas

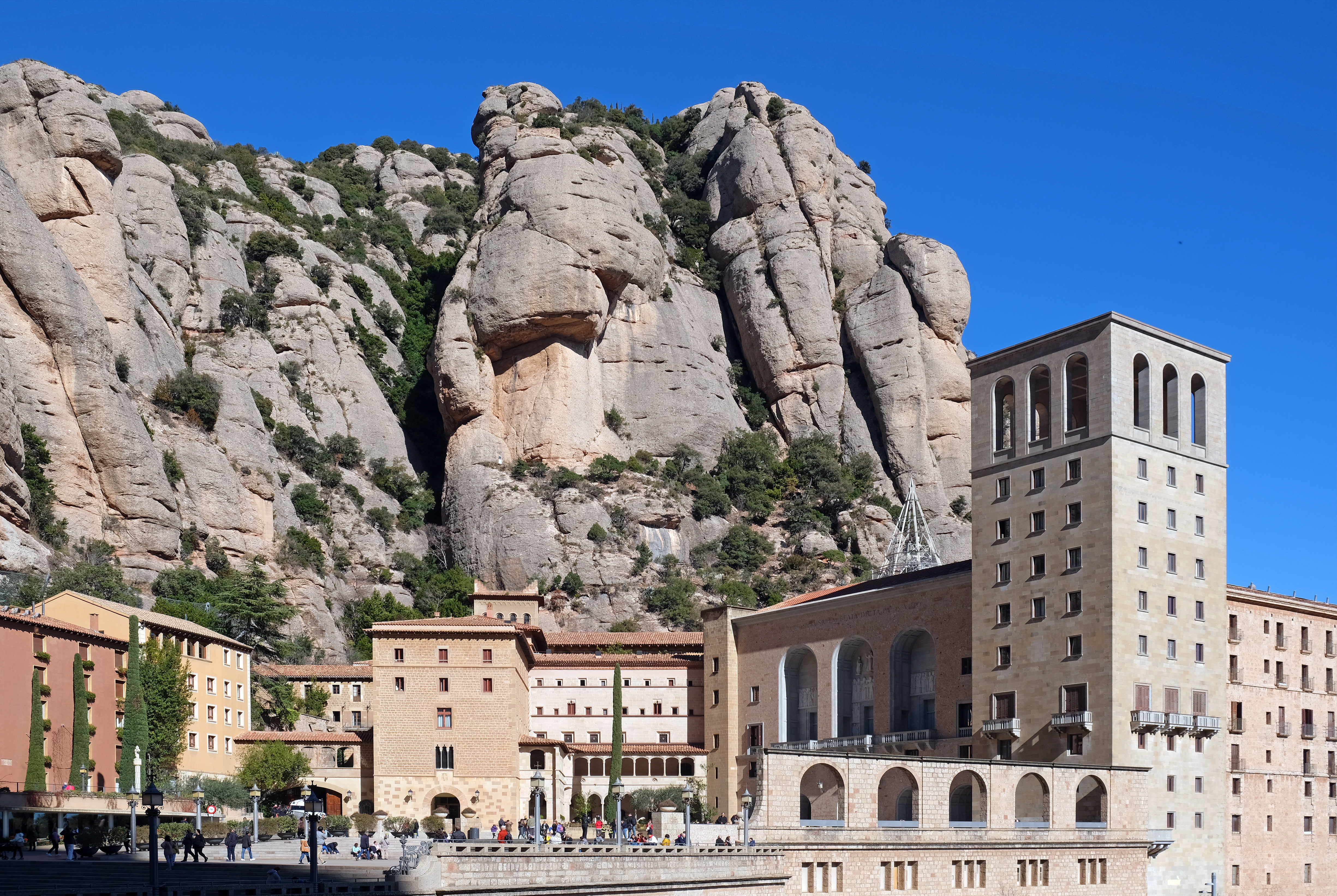
Monasterio de Montserrat.

Los límites administrativos comarcales y provinciales no coinciden plenamente: mientras que las comarcas de Alto Panadés, Noya, Bages, Bajo Llobregat, Barcelonés, Garraf, Llusanés, Maresme, Moyanés, Vallés Occidental y Vallés Oriental pertenecen plenamente a la provincia de Barcelona, la mayor parte de los municipios de la comarcas de Osona y Bergadá pertenecen a la provincia de Barcelona (salvo 3 de la de Gerona y 1 de la provincia de Lérida, respectivamente), mientras que el municipio barcelonés de Fogás de Tordera pertenece a la comarca de la Selva (conformada primordialmente por municipios gerundenses).[cita requerida]

## Demografía
La población de la provincia asciende a 5 877 672 habitantes (censo anual de población 2024 del INE), de los cuales un 28,6 % se concentran en la capital, Barcelona. Es la segunda provincia más poblada de España y la primera de Cataluña.
| Gráfica de evolución demográfica de la provincia de Barcelona entre 1842 y 2021 |
| |
| Población de derecho (1842-1897, excepto 1857 y 1860 que es población de hecho) según los censos de población del siglo XIX. Población de derecho (1900-1991) o población residente (2001, 2011 y 2021) según los censos de población del INE. |

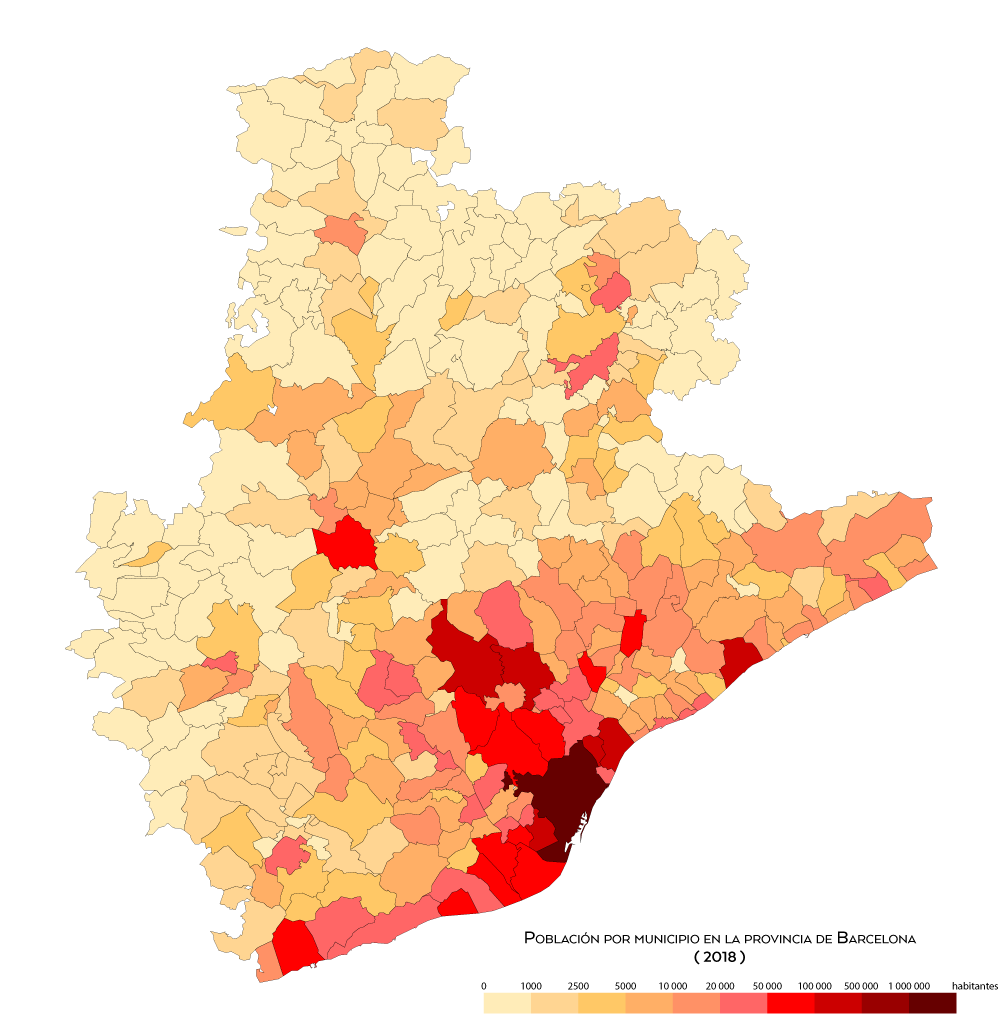
Población por municipio (2018)
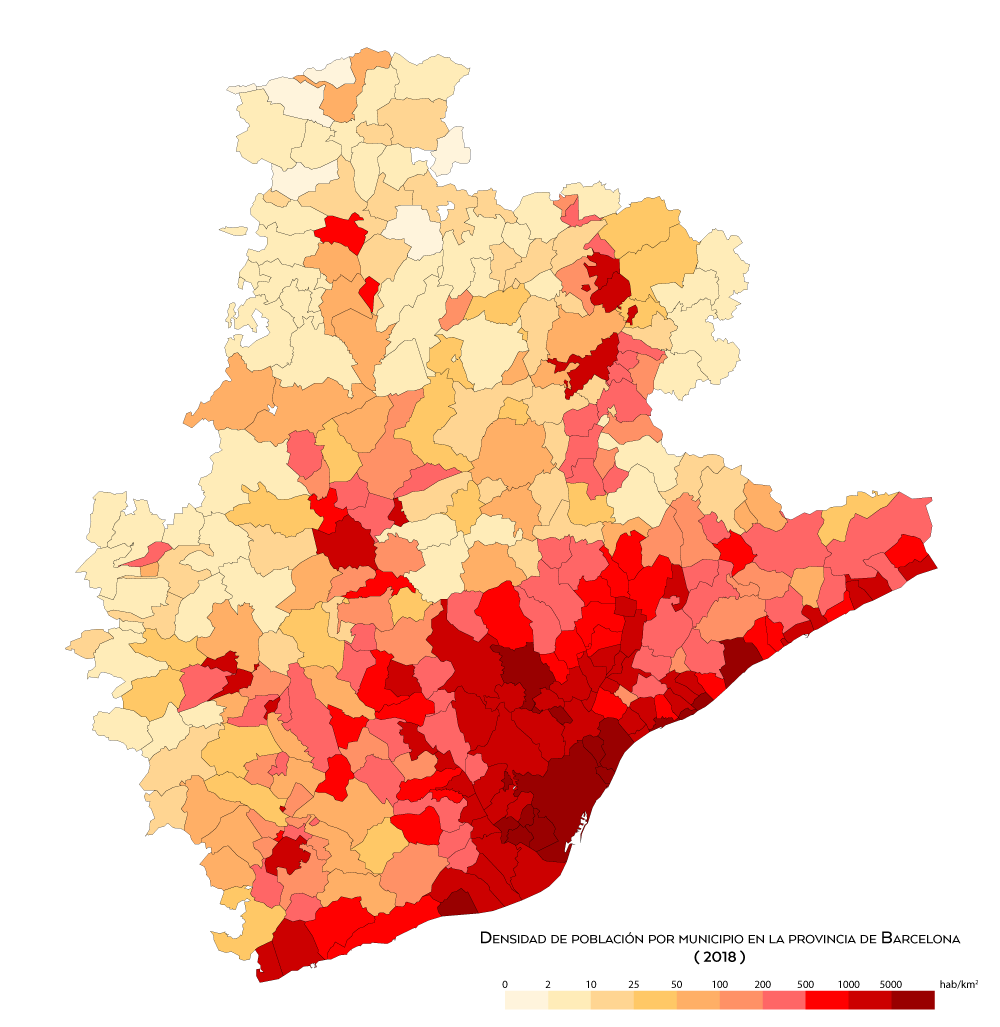
Densidad de población (2018)
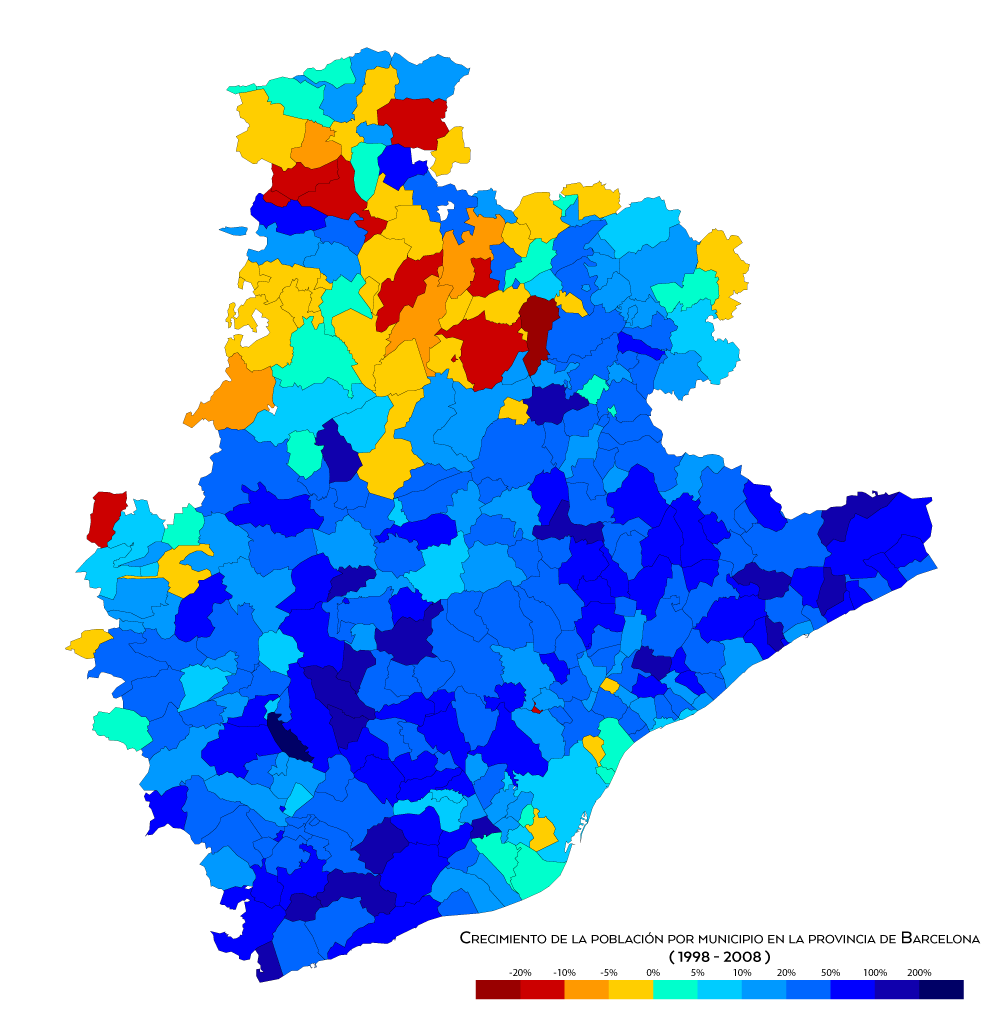
Crecimiento de la población entre 1998 y 2008
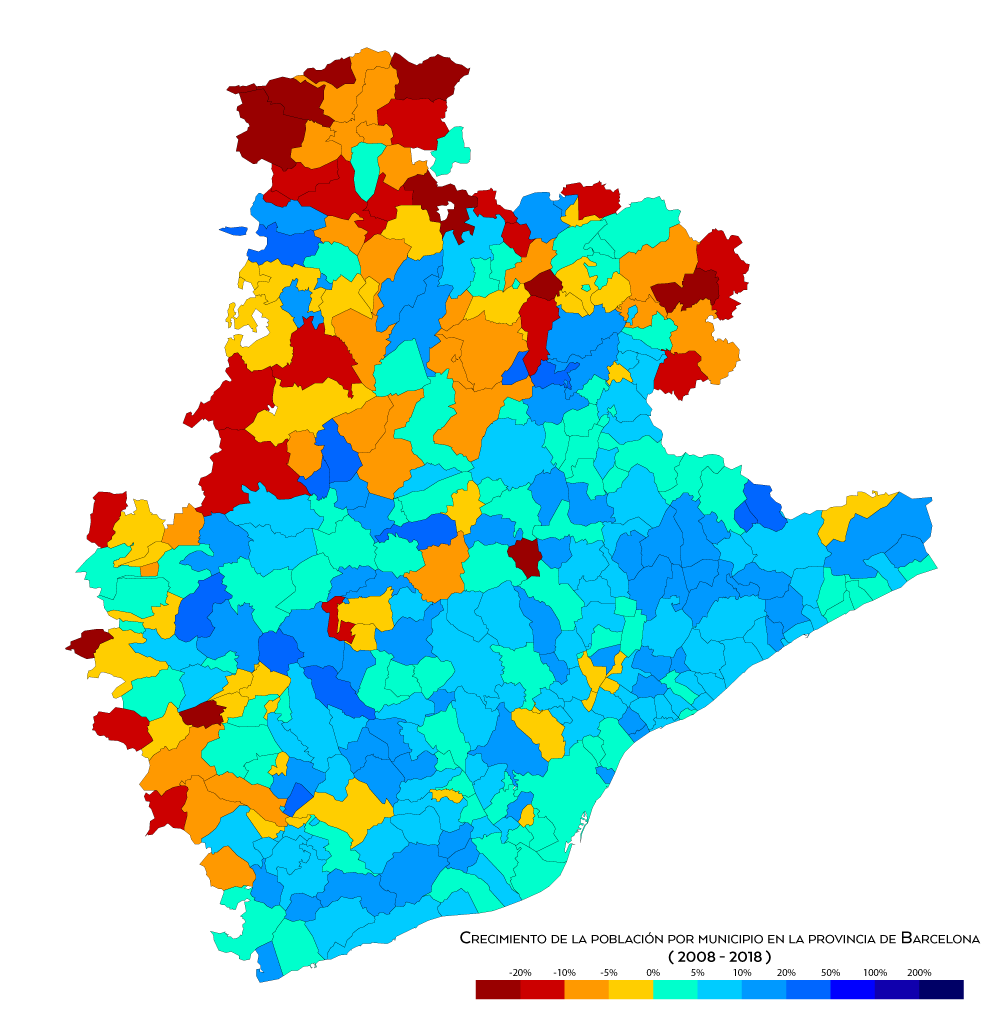
Crecimiento de la población entre 2008 y 2018

## Personas conocidas
- Rosalía: cantante nacida y criada en San Esteban Sasroviras.
- Jordi Évole: periodista de Cornellá de Llobregat.
- Berto Romero: actor, cómico y showman de Cardona.
- Jordi Wild: youtuber y personalidad de internet de Manresa.
- AuronPlay: youtuber y personalidad de internet de Badalona.